# Mel da Serra da Lousã
O Mel da Serra da Lousã DOP é um produto de origem portuguesa com Denominação de Origem Protegida pela União Europeia (UE) desde 21 de junho de 1996.

## Agrupamento gestor
O agrupamento gestor da denominação de origem protegida "Mel da Serra da Lousã" é a LOUSAMEL - Cooperativa Agrícola de Agricultores da Lousã e Concelhos Limítrofes.